# Dolšce
Dolšce – wieś w Słowenii, w gminie Kostanjevica na Krki. W 2018 roku liczyła 79 mieszkańców.